# 宫辉力
宫辉力（1956年9月15日—），男，山东莱阳人，中国地图学与地理信息系统专家。

## 生平
毕业于长春地质学院（现为吉林大学地球科学学部）。1990年至1996年，继续在长春地质学院水文地质与工程地质专业深造，师从林学钰，先后获硕士、博士学位。1996年至1998年，在北京大学遥感与地理信息系统研究所从事博士后研究。之后曾在中国科学院东北地理与农业生态研究所、中国科学院研究生院任教。1998年进入首都师范大学工作，曾任首都师范大学地理系副主任、资源环境与旅游学院院长等职。2001年，担任美国西华盛顿大学访问学者。2004年12月，担任副校长。2013年11月至2017年12月，担任首都师范大学校长。

## 社会兼职
- 中国地理学会副理事长（2010年5月－2018年12月）
- 北京地理学会理事长
- 中国测绘地理信息学会副理事长
- 中国图书评论学会副会长
- 中国地理信息产业协会副会长（2016年9月－2021年10月）
- 中国教育发展战略学会人才发展专业委员会第一届理事会副理事长（2017年12月－2022年12月）
- 全国科学技术名词审定委员会第六届全国委员会委员（2010年10月－2015年12月）
- 国务院学位委员会第六届、第七届地理学科评议组成员
- 国家减灾委员会专家委员会委员
- 全国汉语国际教育硕士专业学位教育指导委员会委员（2007年8月）
- 教育部高等学校小学教师培养教学指导委员会主任委员（2014年3月）[4]

## 荣誉
- 科学中国人年度人物（2008年）[5]
- 俄罗斯工程院外籍院士（2008年）
- 莫斯科心理师范大学名誉博士（2009年）
- 俄罗斯自然科学院外籍院士（2011年11月）[6]
- 国际欧亚科学院院士（2017年）[7]